# Cá voi 52 hertz

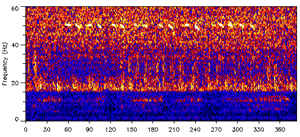
Ảnh phổ kêu của cá voi 52 hertz. Được ghi lại vào năm 2000.

Cá voi 52 hertz là một cá thể cá voi thuộc loài không xác định, tiếng kêu của nó có tần số bất thường là 52 Hz. Tần số này cao hơn nhiều so với những loài cá voi khác có tập tính di cư tương tự như cá voi xanh (10–39 Hz) hay cá voi vây (20 Hz). Nó được phát hiện thường xuyên ở nhiều địa điểm khác nhau từ cuối những năm 1980 và có vẻ như là cá thể duy nhất phát ra tiếng kêu ở tần số này. Nó được truyền thông gọi là "Chú cá voi cô đơn nhất hành tinh".

## Đặc điểm
Nó có dấu hiệu âm thanh vô cùng đặc trưng. Ở tần số 52 hertz, tiếng kêu của chú cá voi còn cao hơn cả âm trầm nhất của kèn tuba. Tiếng kêu của Cá voi 52 hertz không tương đồng với cả cá voi xanh lẫn cá voi vây, tần số cao hơn, ngắn hơn, và thường xuyên hơn. Cá voi xanh thường kêu ở tần số 10–39 Hz, còn cá voi vây thì ở 20 Hz. Tiếng gọi 52 hertz của chú cá voi này có số lần lặp lại, độ dài và chuỗi các tiếng kêu biến thiên nhiều lần, nhưng vẫn dễ dàng dò được do tần số và những đặc điểm đặc thù.
Việc lần theo cá voi 52 hertz không liên quan tới sự có mặt hay chuyển động của những loài cá voi khác. Nó được phát hiện tại Thái Bình Dương hàng năm bắt đầu từ tháng Tám đến tháng Mười Hai, và di chuyển ra khỏi vùng ảnh hưởng của hydrophones vào khoảng từ tháng Một đến tháng Hai. Nó di chuyển ra xa về phía Bắc tới tận quần đảo Aleut và quần đảo Kodiak, và ra xa về phía Nam tới bờ biển California, bơi khoảng từ 30 đến 70 km mỗi ngày. Quãng đường chúng ta ghi lại được của nó mỗi mùa dao động từ thấp là 708 km đến cao là 11,062 km trong năm 2002–03.
Các nhà khoa học ở Viện Hải dương học Hoa Kỳ (Woods Hole Oceanographic Institution; viết tắt: WHOI) vẫn chưa thể xác định chú cá voi thuộc loài nào. Họ suy đoán rằng nó có thể bị Bất thường bẩm sinh, hoặc là lai cá voi xanh/cá voi vây. Đội nghiên cứu còn được những người điếc liên lạc vì họ tin rằng con cá voi có thể bị điếc.
Dù do lý do sinh học nào khiến chú cá voi có tiếng kêu cao bất thường như vậy, nhưng nó vẫn không ảnh hưởng đến sự sinh tồn của cá voi 52 hertz. Bằng chứng là nó vẫn sống sót và trưởng thành, có thể khỏe mạnh là đằng khác. Tuy nhiên, tiếng kêu của chú cá voi này vẫn là độc nhất vô nhị. Chính vì vậy, con vật này được gọi là "Chú cá voi cô đơn nhất hành tinh".

## Lịch sử
Cá voi 52 hertz được tìm ra bởi một nhóm thuộc Viện Hải dương học Hoa Kỳ. Tiếng kêu của nó lần đầu được dò ra vào năm 1989, lần tiếp theo vào năm 1990 và 1991. Năm 1992, sau khi chiến tranh lạnh kết thúc, Hải quân Hoa Kỳ loại bỏ bản ghi âm và các báo cáo kỹ thuật của hệ thống hydrophone giám sát âm thanh chống tàu ngầm SOSUS, và cho SOSUS phục vụ nghiên cứu hải dương học. Đến năm 2004, chú cá voi được dò thấy hàng năm cho đến nay. Nghiên cứu bởi các nhà khoa học thuộc WHOI được ủng hộ bởi Công binh Lục quân Hoa Kỳ, Bộ Quốc phòng Hoa Kỳ, và Dịch vụ Thủy sản Quốc gia, cộng thêm cả Hải quân Hoa Kỳ.